# Способный (эсминец, 1950)
«Способный» — советский эскадренный миноносец проекта 30-бис. После 15 декабря 1957 года — польский эсминец «Grom».

## История строительства
Зачислен в списки ВМФ СССР 7 октября 1948 года. Заложен на заводе № 190 им. А. А. Жданова 1 марта 1950 года (строительный № 606), спущен на воду 20 декабря 1950 года. 28 января 1951 года на корабле был поднят советский военно-морской флаг, тогда же эсминец вступил в состав Советского Военно-Морского Флота.

## Служба
С 28 января 1951 года «Способный» входил в состав 4-го ВМФ, а с 24 декабря 1955 года в связи с расформированием 4-го ВМФ вошёл в состав Краснознамённого Балтийского Флота.
15 декабря 1957 года эсминец был передан ВМС Польши с переименованием в Grom, 26 декабря 1957 года исключён из состава ВМФ СССР и 5 февраля 1958 года расформирован. В 1972 году выведен польским командованием в резерв и поставлен на отстой в ВМБ Свиноустье. Grom был исключен из состава польских ВМС в 1973 году и окончательно разобран на металл в 1977.